# Thomas Adams (Unternehmer)

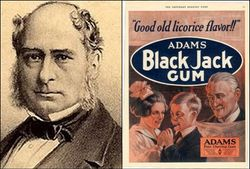
Thomas Adams und Werbung für „Black Jack“-Kaugummi

Thomas Adams (* 4. Mai 1818 in New York; † 7. Februar 1905) war ein US-amerikanischer Erfinder, er gilt als Vater des Kaugummis.

## Leben und Wirken
Der Erfinder Thomas Adams verkaufte statt der bis dahin auf dem Markt existierenden Kaugummikugeln aus Paraffinwachs oder Fichtenharz das Kaugummi in Streifen, basierend auf getrocknetem Saft des Sapotillbaumes (Chicle). Ausschlaggebend war sein Kontakt mit dem mexikanischen General und mehrmaligen Staatspräsidenten von Mexiko, Antonio López de Santa Anna.
Adams versuchte sich zuvor in verschiedenen Handelsgeschäften, betätigte sich auch als Glashändler und wurde in den 1860er Jahren Fotograf. Santa Anna hielt sich zeitweise im Exil auf Staten Island in New York auf. Hier traf er 1857 mit Thomas Adams zusammen. Er gab Adams Chicle, ein Naturlatex aus dem Milchsaft des Breiapfelbaums, das seit Jahrhunderten von mittelamerikanischen Indianern verwendet wird. Santa Anna schlug dem erfinderischen Fotografen vor mit Chicle als Kautschukersatz zu experimentieren. Adams kaufte Santa Anna einen Teil seines importierten Vorrats ab und begann mit seinen Versuchen.
Adams glaubte eine Möglichkeit zur Verbesserung von Kautschuk zu haben und begann mit entsprechenden Experimenten für Spielzeug, Masken, Gummistiefel und Fahrradreifen, die jedoch allesamt scheiterten. Er wollte dann den Rest des Chicles, enttäuscht von den vielen Fehlversuchen, in den East River werfen. Dann hörte er beim Einkaufen wie ein kleines Mädchen für einen Penny Kaugummi aus Paraffinwachs verlangte.
Nachdem er dann erfahren hatte, dass in Mexiko der Chicle auch gekaut wurde, kamen er und seine Söhne 1859 auf die Idee, den Chicle zu kleinen Kugeln zu formen und als Kaugummi zu verkaufen.
Er setzte sein restliches Vermögen für diese Idee ein und produzierte Kaugummi in kleinen Streifen, eingewickelt in buntes Papier. Im Februar 1871 kauften die New Yorker seinen geschmacklosen Adams’ New York Gum No. 1 massenhaft in den Drogerien, das Stück zu einem Penny. Er errichtete gemeinsam mit seinen beiden Söhnen die erste Kaugummifabrik der Welt. Im selben Jahr erhielt er ein Patent für seine Maschine zur Herstellung von Kaugummi in Streifen, dessen wesentlicher Bestandteil Chicle war.
Adams machte weiter Versuche zur Geschmacksverbesserung des Produkts und brachte dann Black Jack, ein Kaugummi mit Lakritzgeschmack, auf den Markt. Diese Sorte verkaufte sich fast ein Jahrhundert lang.
1888 war Adams Kaugummi Tutti-Frutti erstmals aus Verkaufsautomaten erhältlich, die in einem New Yorker Bahnhof platziert wurden.
Gegen Ende des 19. Jahrhunderts war sein Unternehmen die prosperierendste Kaugummifabrik in den Staaten. 1899 schlossen sich die sechs größten und bekanntesten Firmen der USA und Kanadas, darunter jene von Adams, zu einem Monopol, die American Chicle Company, zusammen, um Kaugummi unter dem Markennamen Chiclets zu produzieren. Adams wurde erster Vorstandsvorsitzender (Chairman of the Board). Diese Firma wurde 1962 Teil des Chemieunternehmens Warner-Lambert und ging danach im britischen Cadbury Schweppes-Konzern auf.

## Sonstiges
Zwischen Thomas Adams und seinem Mitbewerber William Wrigley junior gab es nach Auskunft des ehemaligen Wrigleys Managers Wilfried Schmidt ein Gentlemen’s Agreement: Während beide Unternehmen auf dem US-Markt konkurrierten, sollte Adams die Märkte in Mittel- und Südamerika exklusiv bearbeiten dürfen während Europa Wrigley vorbehalten war. An dieses Abkommen haben sich beide Unternehmen viele Jahrzehnte gehalten. Erst nach mehreren Weiterverkäufen (Cadbury Schweppes an Mondelez und Wrigleys an Mars), fühlte sich keiner mehr an diese Abmachung gebunden. Seitdem expandiert Wrigleys auch auf den lateinamerikanischen Markt und Mondelez greift europäische Märkte u. a. mit Kaugummi-Produkten der Marke Trident/Stimerol an.